# Pirou
Pirou település Franciaországban, Manche megyében. Lakosainak száma 1486 fő (2022. január 1.). Pirou Créances, La Feuillie, Geffosses és Muneville-le-Bingard községekkel határos.

## Népesség
A település népességének változása:
| Lakosok száma | 1005 | 1105 | 1224 | 1563 | 1522 | 1484 | 1438 | 1432 | 1429 | 1486 |
|               | 1968 | 1982 | 1990 | 2006 | 2013 | 2015 | 2017 | 2019 | 2020 | 2022 |